# Punta di Marzèl Est
La Punta di Marzèl Est (in tedesco Östliche Marzellspitze 3.550 m s.l.m.) è una montagna delle Alpi Retiche orientali (sottosezione Alpi Venoste). Si trova lungo la linea di confine tra l'Italia e l'Austria.

## Descrizione
Dal versante italiano si trova sopra l'abitato di Senales e la Val Venosta; dal versante austriaco si trova sopra Sölden.
La prima ascensione ha avuto luogo il 30 settembre del 1870 ad opera delle guide alpine Alois Ennemoser, Gabriel Spechtenhauser e dell'alpinista Moritz Edler von Statzer.
Sullo stesso crinale si trovano a sudovest la Punta di Marzèl di Mezzo (3532 m s.l.m.) e a nordest la Cima Nera (Hintere Schwärze) (3624 m s.l.m.). Più a nord si eleva la Mutmalspitze (3528 m s.l.m.) in Tirolo. A nordovest della Punta di Marzèl Est si trova il ghiacciaio Marzellferner e a nordest il Schalfferner.
I centri abitati più vicini sono circa 10 km a nord in linea d'aria la località di Vent (Sölden) in Austria e circa 8 km a sud la località di Certosa (Karthaus) frazione di Senales in Val Senales. La scarpata meridionale si affaccia sulla Val di Fosse (Pfossental) ed è compresa nel Parco naturale Gruppo di Tessa (Naturpark Texelgruppe).

## Rifugi
- Martin-Busch-Hütte - 2.501 m